# Parc des Chutes-Dorwin
Parc des Chutes-Dorwin är en park i Kanada.   Den ligger i provinsen Québec, i den sydöstra delen av landet, 170 km öster om huvudstaden Ottawa. Parc des Chutes-Dorwin ligger 146 meter över havet.
Terrängen runt Parc des Chutes-Dorwin är platt söderut, men norrut är den kuperad.Närmaste större samhälle är Joliette, 19,6 km öster om Parc des Chutes-Dorwin. 
Omgivningarna runt Parc des Chutes-Dorwin är en mosaik av jordbruksmark och naturlig växtlighet. Runt Parc des Chutes-Dorwin är det ganska glesbefolkat, med 29 invånare per kvadratkilometer.